# Гутнова, Евгения Владимировна
Евге́ния Влади́мировна Гутно́ва (урождённая Цедербаум; 29 марта (11 апреля) 1914, Санкт-Петербург — 1 октября 1992, Москва) — советский историк-медиевист, историограф, англовед, специалист по социально-политической истории Западной Европы в Средние века. Доктор исторических наук (1957), профессор МГУ (1959), являлась заместителем заведующего кафедрой истории Средних веков акад. С. Д. Сказкина. С 1971 года — научный сотрудник Института всеобщей истории АН СССР.

## Биография
...Я была очень хороша собой [в семнадцать лет]. У меня были две длинные, толстые косы, стройная фигурка, свежий цвет лица, красивые серо-голубые глаза, маленький ротик, ровный нос.
Отец — известный революционер-меньшевик Владимир Осипович Левицкий (Цедербаум), младший брат Юлия Осиповича Мартова. Мать — Вера Израильевна Вульфович (ум. 1957). А. Я. Гуревич рассказывал про Гутнову, что она, будучи из семьи «оппортуниста Мартова… решила добиться положения в обществе вопреки всему».
Как отмечают, «арест отца и его ссылка в Суздаль, а затем и в далекий Минусинск воспринимались ею как „настоящее горе“, лишившее её возможности общения с близким и любимым человеком».
Ещё одной травмой для девочки станет последующий разрыв родителей — когда ей было 13 лет.
Поступила на исторический факультет МГУ с его созданием в 1934 году, став студенткой первого набора (поступить, учитывая проблемы с анкетой, помог А. С. Енукидзе; перед тем же ей, окончившей школу в 1930-м, на пути желаемого продолжения своего образования приходилось испытывать различные трудности), окончила университет в 1939 году. В 1939—1941 годах училась в аспирантуре Института истории АН СССР у академика Е. А. Косминского. А. Я. Гуревич в своих мемуарах указывает её любимой ученицей Е. А. Косминского. «В 1936 г., когда её муж, одаренный молодой художник, уже получивший признание как иллюстратор книг, Эльбрус Александрович Гутнов, был арестован и более полугода провел под следствием в Бутырской тюрьме, а она осталась с грудным ребёнком и беспомощной матерью на руках, Косминский помог ей удержаться в университете, а через три года — попасть в аспирантуру», — отмечала А. А. Сванидзе.
С 1941 года в эвакуации в Омске, а затем в Томске, три года проработала учителем истории в школе, затем преподавала в Томском университете на кафедре Средних веков исторического факультета. Там в ноябре 1942 года защитила кандидатскую диссертацию о Томасе Карлейле (одним из оппонентов был А. И. Неусыхин).
В 1944—1947 годах в докторантуре Института истории. В 1956 году защитила докторскую диссертацию по истории английского парламента (официальные оппоненты — профессора А. С. Самойло, В. Ф. Семёнов и Н. А. Сидорова).
В 1947—1971 годах работала на кафедре истории Средних веков исторического факультета МГУ, с 1948 года доцент, с 1959 года профессор, являлась заместителем заведующего кафедрой академика С. Д. Сказкина (он же уберег ее в 1949, в разгар «борьбы с космополитизмом», отмечала А. А. Сванидзе), член Ученого совета факультета (1960—1971). Фактически с 1949 по 1969 год руководила работой кафедры, по собственным словам — «в течение 10 лет (до кончины Яши [Левицкого] в 1970 году) мы [с ним] составляли тесный тандем, фактически руководивший основными направлениями нашей медиевистики» («мы — это я, З. В. Удальцова, А. И. Данилов, А. Н. Чистозвонов, С. М. Стам, Ю. М. Сапрыкин, Я. Д. Серовайский, А. Р. Корсунский, М. А. Барг»).
Также в 1951—1989 годах — научный сотрудник, ведущий научный сотрудник Института истории (с 1968 года — Института всеобщей истории АН СССР), в 1990—1992 годах там же ведущий научный сотрудник-консультант; член Учёного совета института (1971—1992). Подготовила двух докторов и более 12 кандидатов исторических наук, создатель собственной научной школы — социальных исследований политической истории.
Входила в состав научных советов: «Закономерности развития истории общественно-экономических формации и переход от одной к другой», «История исторической науки» при Отделении истории и Президиуме АН СССР. Член правления Общества СССР — Великобритания.
Соавтор и редактор учебника по истории Средних веков (М., 1952), глав в коллективных трудах: «Всемирная история», «История Европы» (т. 2, М., 1993) и др. Автор БСЭ и СИЭ.
Член редакционной коллегии сборников: «Средние века» (с 1958 и до конца своих дней), «История и историки» (с 1971).
Супруг — осетинский художник Эльбрус Александрович Гутнов (1906—1981), сын — доктор архитектуры Алексей Гутнов (1937—1986), внуки.
Похоронена на Кунцевском кладбище. В КПСС не состояла. Сохранил свои воспоминания о ней Константин Левыкин.
В 2014 году в честь столетия со дня её рождения Отдел западноевропейского Средневековья и раннего Нового времени Института всеобщей истории РАН проводит «Научные чтения памяти Е. В. Гутновой (1914—2014)».

## Научная деятельность
Автор трех больших монографий, в частности «Возникновение английского парламента» (1960 г.), вышедшей на основе её докторской диссертации.
Её работа «Классовая борьба и общественное сознание крестьянства» хронологически охватывает XI—XV вв. на территории главным образом Франции и Германии.
Широко известным учебным пособием указывает (в 2014) Л. П. Репина труд Гутновой «Историография истории средних веков (середина XIX в. — 1917 г.)», «вышедший первым изданием сорок лет назад, но до сих пор непременно рекомендуемым в программах соответствующих учебных курсов». Эта работа, отмечает Л. П. Репина, хронологически продолжает курс историографии средних веков Е. А. Косминского. Книга «сразу же стала настольным пособием для наших историков, прежде всего преподавателей; её второе издание, переработанное и дополненное, разошлось быстрее первого», — свидетельствовалось в журнале «Новая и новейшая история». Она также автор специального пособия о подходах Маркса и Энгельса к средневековой истории, вышедшего четырьмя изданиями с 1961 по 1986 год в статусе студенческих пособий.
Как отмечает В. В. Корякин, являясь одним из авторов концепции феодального синтеза, Е. В. Гутнова впоследствии стала говорить о синтезе не способов производства, а элементов культуры, все больше акцентируя внимание на духовной культуре. По собственному признанию, она оставалась исследователем марксистского толка в течение всей своей жизни.

## Труды
- Гутнова Е. В. Возникновение английского парламента: Из истории английского общества и государства XIII века. — М.: Изд-во МГУ, 1960. — 560 с. (Монография на основе докторской дисс.)
- Гутнова Е. В. Историография истории средних веков (середина XIX в. – 1917 г.). — М.: Высшая школа, 1974. — 400 с. — 190 000 экз. (Допущено Мин. высш. и сред. спец. образования СССР в качестве учебного пособия для студентов исторических факультетов университетов и пединститутов)[23].
  - Гутнова Е. В. Историография истории средних веков. — М.: Высшая школа, 1985. — 480 с. — 15 000 экз. (2-е изд., перераб. и доп; Допущено Мин. высш. и сред. спец. образования СССР в качестве учебника для студентов вузов, обучающихся по специальности «История»; рецензия Б. Г. Могильницкого).
- Гутнова Е. В. Взаимосвязь социальных отношений и идеологии в средневековой Европе. — М., 1983.
- Гутнова Е. В. Классовая борьба и общественное сознание крестьянства в средневековой Западной Европе (XI—XV вв.). — М.: Наука, 1984. — 352 с. — 1450 экз.
  - Рец.: Чиколини Л. С. Е. В. Гутнова. Классовая борьба и общественное сознание крестьянства в средневековой Западной Европе (XI—XV вв.). М., 1984 // Средние века. 1985. Вып. 48. С. 300—306
- Пережитое[a]. — М.: РОССПЭН, 2001. — 464 с. — ISBN 5-8243-0162-X

## Цитаты
- «Медиевистика… родилась с темным пятном уничижительного или даже резко отрицательного отношения к этому многовековому периоду»[27].
- «После мучительного напряжения предшествующих 40 лет, — вспоминала позже Гутнова, — пережитой боли и крови, оно [брежневское руководство] породило иждивенчество, нежелание работать, пренебрежение общественными идеалами»[28].

О ней
- (Как историограф — прим.) …Не любила уличать, предпочитая отдавать должное. Её подход оставался твердо историчным, поскольку анализ каждого труда подразумевал учёт времени и обстоятельств, в которых действовал автор. И одновременно она всегда старалась вычленить, сохранить для науки или вернуть ей те «старые» идеи и находки, которые могут иметь научное значение, принести пользу науке в новые времена при иных веяниях[13].